# Милан Борјан
Милан Борјан (Книн, 23. октобар 1987) канадски je фудбалски голман српског порекла. Тренутно наступа за Ал Ријад. За репрезентацију Канаде дебитовао је 2011. године.

## Клупска каријера
Борјан је рођен у Книну, где је почео да тренира у локалној Динари. Почео је као нападач, али је касније због оца који је био голман и он прешао на ту позицију. Због рата у Хрватској са породицом је 1995. године избегао у Београд, где је озбиљније почео да тренира у ФК Раднички Југопетрол. У Београду је био 5 година, да би се онда 2000. године са породицом преселио у Канаду. Годину дана је живео у Винипегу, а после је породица прешла у Хамилтон. Ту је заиграо за локални Маунт Хамилтон. Већ са 16 година одлази у аргентинског великана Боку јуниорс где је тренирао месец дана са омладинцима. Каније проводи годину дана у уругвајском Насионалу из Монтевидеа, да би онда прешао у великог Бокиног ривала, Ривер Плејт. Ту је углавном тренирао са Б тимом, а у неколико наврата је био и са првом екипом. Ипак није потписао уговор и у јануару 2008. године прелази у тадашњег аргентинског друголигаша Килмес где је остао до краја сезоне 2007/08. али без прилике да дебитује.
У јануару 2009. прешао је у београдски Рад где је првих шест месеци само тренирао, а свој деби у екипи „Грађевинара” је имао на почетку сезоне 2009/10. За Рад је бранио у наредне две сезоне у Суперлиге Србије. У лето 2011. потписао је за турски Сиваспор. Након што је изгубио статус првог голмана прослеђен је на позајмицу у румунски Васлуј. Са Васлуијем је заузео друго место у шампионату Румуније након чега се вратио у Сиваспор. По доласку Роберта Карлоса на место тренера, Борјан губи место у првом тиму и убрзо раскида уговор са Сивасом. У септембру 2014. прешао је у бугарски Лудогорец. Одиграо је само две утакмице у шампионату Бугарске а забележио је и један меч у Лиги шампиона против Ливерпула. Други део сезоне 2014/15. је провео у нишком Радничком и био стандардан одигравши 15 утакмица у Суперлиги Србије. У јуну 2015. се вратио у Лудогорец, потписавши трогодишњи уговор са бугарским клубом. На почетку свог другог мандата у овом клубу је био стандардан али је касније изгубио место међу стативама, да би други део сезоне 2016/17. провео на позајмици у пољској екипи Корона Кјелце.
У јулу 2017. потписао је уговор са Црвеном звездом. Борјан је наредних шест сезона био први голман Црвене звезде. У том периоду са клубом је освојио шест титула првака Србије и три национална Купа. Бранио је на укупно 275 такмичарских утакмица. У сезони 2023/24. наступао је на позајмици у Словану из Братиславе. У јулу 2024. званично је напустио Црвену звезду након седам година. Наредног месеца је прешао у Ал Ријад из Саудијске Арабије.

## Репрезентација
Борјан је од 2011. године члан репрезентације Канаде. Са Канадом је учествовао на КОНКАКАФ Голд купу 2011. и 2013. године, као и на  Светском првенству у фудбалу 2022.. Од 2021. је и званично капитен Канаде.

## Начин игре
Борјан је своје прве сениорске наступе остварио у екипи Рада са Бањице. Ту је стигао почетком 2009. године и шест месеци тренирао са екипом као трећи избор у конкуренцији Бранислава Даниловића и Дамира Кахримана. Услед повреде Даниловића и неспоразума Кахримана са управом клуба, Борјан је прилику да брани добио на отварању такмичарске 2009/10. у Суперлиги Србије, против Смедерева. Рад је ту утакмицу добио резултатом 3:2. Борјан је у другом колу скривио једанаестерац на сусрету са Црвеном звездом, прекршајем над Павлом Нинковим, због чега му је показан жути картон. Непосредно након тога, Борјан је одбранио ударац Николе Лазетића са беле тачке, а до краја утакмице забележио је још неколико интервенција. Борјан је до краја те сезоне повремено бранио, док је у јесен 2010. заузео место стартног голмана од утакмице 4. кола такмичарске 2010/11, против Партизана. Рад је након тог сусрета везао седам лигашких утакмица без пораза, све до 12. такмичарске недеље, када је изгубио од Црвене звезде, минималним резултатом. Борјан је и у наставку сезоне био први чувар мреже, те је са клубом изборио пласман у квалификације за Лигу Европе, освојивши четврто место у српском шампионату. Услед запажених наступа на клупском нивоу, Борјан је 2011. године добио позив у репрезентацију Канаде.
Борјан је лета 2011. године остварио трансфер у турски клуб Сиваспор, где је одмах затим добио прилику да брани, али је услед променљиве форме у другој половини јесењег дела сезоне 2011/12. најчешће имао статус резервисте. Због тога је почетком наредне године уступљен румунском прволигашу Васлују, где је стандардно бранио. По повратку са позајмице, у Сиваспору је поново постао први избор пред голом, те је по завршетку такмичарске 2012/13. изабран за најбољег играча тог клуба, према оцени навијача. Код тренера Роберта Карлоса, потом је поново изгубио статус првог голмана, те је 2014. напустио клуб. Он је, потом, до краја исте календарске био члан Лудогореца из Разграда, где је најчешће био резерва Владиславу Стојанову, те је уписао свега 4 наступа, од чега први на отварању групе фазе Лиге шампиона, против Ливерпула на Енфилду. Почетком наредне године потписао је уговор са Радничким из Ниша, где је у другом делу такмичарске 2014/15. у Суперлиги Србије бранио на свих 15 утакмица, на којима је примио укупно 6 погодака. Његов тим је у том периоду претрпео укупно два пораза, забележио шест победа и седам пута ремизирао, док је Борјан на девет сусрета сачувао мрежу. Услед таквог учинка, изабран је за златну рукавицу првенства Србије, коју му је доделио СОС канал.

## Приватно
Борјан се 2016. године оженио Снежаном Филиповић, бившом директорком маркетинга фудбалског клуба Партизан, са којом је добио сина Филипа. Његов шурак, Ненад Филиповић, такође је фудбалски голман.

## Статистика

### Клупска
Ажурирано 29. маја 2023.
| Клуб                      | Сезона   | Лига                 | Лига    | Лига   | Национални куп | Национални куп | Лига куп | Лига куп | Континентално | Континентално | Остало  | Остало | Укупно  | Укупно |
| Клуб                      | Сезона   | Дивизија             | Наступа | Голова | Наступа        | Голова         | Наступа  | Голова   | Наступа       | Голова        | Наступа | Голова | Наступа | Голова |
| ------------------------- | -------- | -------------------- | ------- | ------ | -------------- | -------------- | -------- | -------- | ------------- | ------------- | ------- | ------ | ------- | ------ |
|                           |          |                      |         |        |                |                |          |          |               |               |         |        |         |        |
| Насионал Монтевидео       | 2005/06. | Прва лига Уругваја   | 0       | 0      | —              | —              | —        | —        | —             | —             | —       | —      | 0       | 0      |
|                           |          |                      |         |        |                |                |          |          |               |               |         |        |         |        |
| Ривер Плејт               | 2006/07. | Прва лига Аргентине  | 0       | 0      | —              | —              | —        | —        | —             | —             | —       | —      | 0       | 0      |
|                           |          |                      |         |        |                |                |          |          |               |               |         |        |         |        |
| Килмес                    | 2007/08. | Друга лига Аргентине | 0       | 0      | —              | —              | —        | —        | —             | —             | —       | —      | 0       | 0      |
| Килмес                    | 2008/09. | Друга лига Аргентине | 0       | 0      | —              | —              | —        | —        | —             | —             | —       | —      | 0       | 0      |
| Килмес                    | Укупно   | Укупно               | 0       | 0      | —              | —              | —        | —        | —             | —             | —       | —      | 0       | 0      |
|                           |          |                      |         |        |                |                |          |          |               |               |         |        |         |        |
| Рад                       | 2008/09. | Суперлига Србије     | —       | —      | —              | —              | —        | —        | —             | —             | —       | —      | —       | —      |
| Рад                       | 2009/10. | Суперлига Србије     | 13      | 0      | —              | —              | —        | —        | —             | —             | —       | —      | 13      | 0      |
| Рад                       | 2010/11. | Суперлига Србије     | 23      | 0      | —              | —              | —        | —        | —             | —             | —       | —      | 23      | 0      |
| Рад                       | Укупно   | Укупно               | 36      | 0      | —              | —              | —        | —        | —             | —             | —       | —      | 36      | 0      |
|                           |          |                      |         |        |                |                |          |          |               |               |         |        |         |        |
| Васлуј (позајмица)        | 2011/12. | Прва лига Румуније   | 16      | 0      | 3              | 0              | 0        | 0        | —             | —             | —       | —      | 19      | 0      |
|                           |          |                      |         |        |                |                |          |          |               |               |         |        |         |        |
| Сиваспор                  | 2011/12. | Суперлига Турске     | 10      | 0      | 0              | 0              | —        | —        | —             | —             | —       | —      | 10      | 0      |
| Сиваспор                  | 2012/13. | Суперлига Турске     | 29      | 0      | 8              | 0              | —        | —        | —             | —             | —       | —      | 37      | 0      |
| Сиваспор                  | 2013/14. | Суперлига Турске     | 4       | 0      | 5              | 0              | —        | —        | —             | —             | —       | —      | 9       | 0      |
| Сиваспор                  | Укупно   | Укупно               | 43      | 0      | 13             | 0              | —        | —        | —             | —             | —       | —      | 56      | 0      |
|                           |          |                      |         |        |                |                |          |          |               |               |         |        |         |        |
| Лудогорец Разград         | 2014/15. | Прва лига Бугарске   | 2       | 0      | 1              | 0              | —        | —        | 1             | 0             | —       | —      | 4       | 0      |
| Лудогорец Разград         | 2015/16. | Прва лига Бугарске   | 9       | 0      | 0              | 0              | —        | —        | 0             | 0             | 0       | 0      | 9       | 0      |
| Лудогорец Разград         | 2016/17. | Прва лига Бугарске   | 7       | 0      | 2              | 0              | —        | —        | 1             | 0             | —       | —      | 10      | 0      |
| Лудогорец Разград         | Укупно   | Укупно               | 18      | 0      | 3              | 0              | —        | —        | 2             | 0             | 0       | 0      | 23      | 0      |
|                           |          |                      |         |        |                |                |          |          |               |               |         |        |         |        |
| Раднички Ниш              | 2014/15. | Суперлига Србије     | 15      | 0      | —              | —              | —        | —        | —             | —             | —       | —      | 15      | 0      |
|                           |          |                      |         |        |                |                |          |          |               |               |         |        |         |        |
| Лудогорец Разград II      | 2015/16. | Друга лига Бугарске  | 2       | 0      | —              | —              | —        | —        | —             | —             | —       | —      | 2       | 0      |
|                           |          |                      |         |        |                |                |          |          |               |               |         |        |         |        |
| Корона Кјелце (позајмица) | 2016/17. | Екстракласа          | 14      | 0      | —              | —              | —        | —        | —             | —             | —       | —      | 14      | 0      |
|                           |          |                      |         |        |                |                |          |          |               |               |         |        |         |        |
| Црвена звезда             | 2017/18. | Суперлига Србије     | 31      | 0      | 3              | 0              | —        | —        | 12            | 0             | —       | —      | 46      | 0      |
| Црвена звезда             | 2018/19. | Суперлига Србије     | 28      | 0      | 4              | 0              | —        | —        | 14            | 0             | —       | —      | 46      | 0      |
| Црвена звезда             | 2019/20. | Суперлига Србије     | 26      | 0      | 2              | 0              | —        | —        | 14            | 0             | —       | —      | 42      | 0      |
| Црвена звезда             | 2020/21. | Суперлига Србије     | 32      | 0      | 3              | 0              | —        | —        | 12            | 0             | —       | —      | 47      | 0      |
| Црвена звезда             | 2021/22. | Суперлига Србије     | 30      | 1      | 4              | 0              | —        | —        | 13            | 0             | —       | —      | 47      | 1      |
| Црвена звезда             | 2022/23. | Суперлига Србије     | 33      | 0      | 4              | 0              | —        | —        | 10            | 0             | —       | —      | 47      | 0      |
| Црвена звезда             | Укупно   | Укупно               | 180     | 1      | 20             | 0              | —        | —        | 75            | 0             | —       | —      | 275     | 1      |
|                           |          |                      |         |        |                |                |          |          |               |               |         |        |         |        |
| Каријера                  | Каријера | Каријера             | 324     | 1      | 39             | 0              | 0        | 0        | 77            | 0             | 0       | 0      | 440     | 1      |
|                           |          |                      |         |        |                |                |          |          |               |               |         |        |         |        |

### Репрезентативна
Ажурирано 5. априла 2023.
| Канада | Канада  | Канада |
| Године | Наступа | Голова |
| ------ | ------- | ------ |
| 2011.  | 5       | 0      |
| 2012.  | 4       | 0      |
| 2013.  | 7       | 0      |
| 2014.  | 5       | 0      |
| 2015.  | 6       | 0      |
| 2016.  | 5       | 0      |
| 2017.  | 5       | 0      |
| 2018.  | 3       | 0      |
| 2019.  | 10      | 0      |
| 2020.  | 0       | 0      |
| 2021.  | 9       | 0      |
| 2022.  | 13      | 0      |
| 2023.  | 9       | 0      |
| Укупно | 80      | 0      |

## Трофеји, награде и признања
Лудогорец
- Првенство Бугарске : 2015/16.

Црвена звезда
- Првенство Србије (6): 2017/18, 2018/19, 2019/20, 2020/21, 2021/22,[62] 2022/23.[63]
- Куп Србије (3): 2020/21,[64] 2021/22,[65] 2022/23.[66]

Слован Братислава
- Првенство Словачке : 2023/24.[67]